# Liolaemus uptoni
Liolaemus uptoni — вид ігуаноподібних ящірок родини Liolaemidae. Ендемік Аргентини.

## Поширення і екологія
Liolaemus uptoni відомі з типової місцевості, розташованої в департаменті Тельсен в провінції Чубут. Вони живуть в степах Патагонії. Зустрічаються на висоті від 800 до 1200 м над рівнем моря.